# Heradida griffinae
Heradida griffinae är en spindelart som beskrevs av Rudy Jocqué 1987. Heradida griffinae ingår i släktet Heradida och familjen Zodariidae.
Artens utbredningsområde är Namibia. Inga underarter finns listade i Catalogue of Life.